# Tempelj Antonina in Faustine
Tempelj Antonina in Faustine je starodavni rimski tempelj v Rimu, prilagojen kot rimskokatoliška cerkev in sicer cerkev svetega Lovrenca v Mirandi (italijansko Chiesa di San Lorenzo in Mirandi) ali preprosto San Lorenzo in Miranda. Stoji v Forumu Romanum, na ulici Via Sacra, nasproti Regie.

## Tempelj
Tempelj je začel graditi cesar Antonin Pij leta 141 n. št. in je bil prvotno posvečen njegovi pokojni in poveličani ženi Faustini starejši. Ko je bil Antonij Pij po njegovi smrti leta 161 poveličan, je bil tempelj ponovno posvečen Antoninu in Faustini na pobudo njegovega naslednika Marka Avrelija.
Stavba stoji na visoki ploščadi iz velikih peperinastih (vrsta tufa) blokov. Kasnejši od dveh posvetilnih napisov pravi: »Divo Antonino et Divae Faustinae Ex S.C.« pomeni: 'Božjemu Antoninu in božanski Faustini z odlokom senata'.
Deset monolitnih korintskih stebrov njegovega pronaosa je visokih 17 metrov. Bogati reliefi friza pod vencem, grifoni in kandelabri so bili pogosto kopirani od 16. do 19. stoletja.

## Cerkev
Tempelj je bil preoblikovan v rimskokatoliško cerkev, Chiesa di San Lorenzo v Mirandi, morda že v 7. stoletju, vendar je potrjeno šele iz dela Mirabilia Urbis Romae  iz 11. stoletja. "Miranda" lahko izhaja iz imena dobrotnika . Takrat se je mislilo, da je to mesto, kjer je prefekt v Rimu obsodil sv. Lovrenca, diakona in mučenca in s tem njegovo posvetitev.
Pokristjanjenje je omogočilo ohranjanje cele in portika templja stoletja, čeprav zgradba ni ostala nepoškodovana. Marmorna obloga cele je bila odstranjena. Globoki žlebovi v stebrih templja naj bi se uvrstili v srednjeveški poskus razstavljanja, bodisi za spolije ali za uničenje poganskega templja. Tudi v srednjem veku je bilo na strani, ki je obrnjena proti Forumu, zgrajeno stopnišče, zdaj pa je nemogoče vstopiti s te strani, ker je med podnožjem stopnic in bronastimi vrati razdalja približno 6 metrov. Pred arheološkimi izkopavanji je bilo pritličje pri teh vratih. Izkopavanja pred templjem so bila izvedena leta 1546, ponovno leta 1810 in v presledkih od leta 1876. 
Leta 1429 ali 1430 je papež Martin V. cerkev podaril Collegio degli Speziali (Visoki šoli kemikov in zeliščarjev), takrat pa je bila uradno imenovana "Universitas Aromatorium" . Kolegij še vedno uporablja sosednjo cehovsko dvorano, ki vsebuje majhen muzej, ki ima potrdilo za zdravila, ki ga je podpisal Rafael. Po tem datumu so postavili stranske kapele. Cerkev nima običajne vzhodne apside: ena ni bila nikoli dodana, da bi ohranila strukturno celovitost templja.
Cerkev je bila delno porušena, stranske kapele pa so odstranili leta 1536, da bi obnovili starodavni tempelj za rimski obisk cesarja Karla V. Cerkev, ki je zdaj omejena v celo templja, je leta 1602 preoblikoval Orazio Torriani, ki je ustvaril eno ladjo in tri nove stranske kapele. Glavni oltar ima retabel s sliko  Pietra da Cortone Mučeništvo sv. Lovrenca (1646), v prvi kapeli na levi pa je  Domenichinova Marija z otrokom s svetniki (1626).